# FC Družstevník Báč
FC Družstevník Báč (celým názvem: Futbalový club Družstevník Báč) byl slovenský fotbalový klub, který sídlil v obci Báč. Založen byl v roce 1970, letopočet vzniku byl i v klubovém emblému. V roce 2003 se klubu povedlo administrativní cestou postoupit do 2. ligy. V ní setrval až do roku 2006, kdy z finančních důvodů odstoupil a poté následně zanikl. Dle slov majitele držel báčský klub celosvětový primát v tom, že Báč bylo nejmenší sídlo, které kdy reprezentovalo fotbal na jakékoliv druhé nejvyšší fotbalové úrovni.
Své domácí zápasy odehrával na stadionu Báč s kapacitou 2 200 diváků.

## Umístění v jednotlivých sezonách
Stručný přehled
Zdroj: 
- 2001–2002: 4. liga ZsFZ – sk. Jihovýchod
- 2002–2003: 3. liga – sk. Západ
- 2003–2006: 2. liga

Jednotlivé ročníky
Zdroj: 
Legenda: Z - zápasy, V - výhry, R - remízy, P - porážky, VG - vstřelené góly, OG - obdržené góly, +/- - rozdíl skóre, B - body, červené podbarvení - sestup, zelené podbarvení - postup, fialové podbarvení - reorganizace, změna skupiny či soutěže
| Slovensko (2001 – 2006) |                               |        |     |     |     |     |     |     |     |     |        |
| Sezóny                  | Liga                          | Úroveň | Z   | V   | R   | P   | VG  | OG  | +/- | B   | Pozice |
| 2001/02                 | 4. liga ZsFZ – sk. Jihovýchod | 4      | 30  | 20  | 4   | 6   | 86  | 38  | +48 | 64  | 1.     |
| 2002/03                 | 3. liga – sk. Západ           | 3      | ... | ... | ... | ... | ... | ... | ... | ... |        |
| 2003/04                 | 2. liga                       | 2      | 30  | 13  | 5   | 12  | 37  | 38  | -1  | 44  | 9.     |
| 2004/05                 | 2. liga                       | 2      | 30  | 11  | 8   | 11  | 38  | 43  | -5  | 41  | 11.    |
| 2005/06                 | 2. liga                       | 2      | 30  | 3   | 7   | 20  | 17  | 63  | -46 | 16  | 15.    |